# لواسان
لواسان (بالفارسية: لَواسان )هي مدينة إيرانية تقع في منطقة لواسانات في مقاطعة شميرانات في شمال محافظة طهران في إيران ، تبعد عن مدينة طهران بحوالي 7 كم، وتقع المدينة في سلسلة جبال البرز، حيث الحدائق الخضراء والمروج المكسوة بالأزهار، هذه أقرب مدينة إلي مدينة طهران، عكس عن طهران التي هي مليئه بالدخان فإن هوائها نظيف وطقسها بارد بالإضافة أنها أرض جبلية. هناك العديد من العائلات الإيرانية الثرية، ممثلون وممثلات، قادة سياسيون ورؤساء قد بنوا العديد من البيوت الجميلة والفخمة في هذه المدينة. السكان المحليون في لواسان هم ناس ذوي الطابع الديني وهم ينتمون إلى المذهب المسلم الشيعي. يبلغ عدد سكانها حسب تعداد السكان لعام 2012 للميلاد، (28,558) نسمه. يتحدث سكان المدينة لهجه من لهجات الفارسية تسمى اللهجة الديلمية أو التاتيّة وكذلك اللهجة الطهرانية.

## المناخ
يظهر الجدول التالي التغييرات المناخية على مدار السنة للواسان:
| البيانات المناخية لـلواسان        | البيانات المناخية لـلواسان | البيانات المناخية لـلواسان | البيانات المناخية لـلواسان | البيانات المناخية لـلواسان | البيانات المناخية لـلواسان | البيانات المناخية لـلواسان | البيانات المناخية لـلواسان | البيانات المناخية لـلواسان | البيانات المناخية لـلواسان | البيانات المناخية لـلواسان | البيانات المناخية لـلواسان | البيانات المناخية لـلواسان | البيانات المناخية لـلواسان |
| الشهر                             | يناير                      | فبراير                     | مارس                       | أبريل                      | مايو                       | يونيو                      | يوليو                      | أغسطس                      | سبتمبر                     | أكتوبر                     | نوفمبر                     | ديسمبر                     | المعدل السنوي              |
| --------------------------------- | -------------------------- | -------------------------- | -------------------------- | -------------------------- | -------------------------- | -------------------------- | -------------------------- | -------------------------- | -------------------------- | -------------------------- | -------------------------- | -------------------------- | -------------------------- |
| متوسط درجة الحرارة الكبرى °م (°ف) | 4.5 (40.1)                 | 7.5 (45.5)                 | 12.5 (54.5)                | 19.1 (66.4)                | 26.3 (79.3)                | 31.5 (88.7)                | 34.4 (93.9)                | 33.9 (93.0)                | 29.5 (85.1)                | 22.5 (72.5)                | 14.1 (57.4)                | 7.8 (46.0)                 | 20.3 (68.5)                |
| المتوسط اليومي °م (°ف)            | −0.8 (30.6)                | 2.0 (35.6)                 | 6.4 (43.5)                 | 12.3 (54.1)                | 18.8 (65.8)                | 23.4 (74.1)                | 26.2 (79.2)                | 25.9 (78.6)                | 21.4 (70.5)                | 15.3 (59.5)                | 8.0 (46.4)                 | 2.5 (36.5)                 | 13.5 (56.2)                |
| متوسط درجة الحرارة الصغرى °م (°ف) | −6.1 (21.0)                | −3.5 (25.7)                | 0.4 (32.7)                 | 5.5 (41.9)                 | 11.4 (52.5)                | 15.3 (59.5)                | 18.1 (64.6)                | 18.0 (64.4)                | 13.3 (55.9)                | 8.1 (46.6)                 | 1.9 (35.4)                 | −2.8 (27.0)                | 6.6 (43.9)                 |
| الهطول مم (إنش)                   | 30 (1.2)                   | 27 (1.1)                   | 32 (1.3)                   | 28 (1.1)                   | 18 (0.7)                   | 4 (0.2)                    | 2 (0.1)                    | 1 (0.0)                    | 1 (0.0)                    | 8 (0.3)                    | 15 (0.6)                   | 21 (0.8)                   | 187 (7.4)                  |
| المصدر:                           |                            |                            |                            |                            |                            |                            |                            |                            |                            |                            |                            |                            |                            |